# Josef Knichel
Josef Knichel (* 10. Februar 1889 in Brohl am Rhein; † 14. Oktober 1955 in Wallhausen (Nahe)) war ein katholischer Pfarrer und aufgrund seines politischen Widerstandes in der Zeit des Nationalsozialismus Häftling im KZ Dachau.

## Leben

### Herkunft und Ausbildung
Josef Knichel war ein Sohn des Eisenbahn-Stationsvorstehers Johann Knichel aus Staudernheim. Er legte am 23. März 1908 in Trier das humanistische Abitur ab, bezog dann das Trierer Priesterseminar und erhielt am 1. August 1912 die Priesterweihe. Als Kaplan wirkte er in Burbach bei Saarbrücken, wo er im Sinne des Kulturkampfes gegen die Visitation des Religionsunterrichts durch den staatlichen Schulrat opponierte. 1921 erhielt Knichel die Pfarrei Lauschied im Hunsrück, 1927 die von Stadtkyll in der Eifel.

### Zeit des Nationalsozialismus
Josef Knichel engagierte sich politisch in der Deutschen Zentrumspartei und wurde deshalb im März 1933 von Angehörigen des Stahlhelm aus Hallschlag in der Eifel, später von dem Zahnarzt Dr. W. aus Daleiden u. a. wegen Verächtlichmachung der Regierung beim Trierer Generalvikariat denunziert. Da er sich weiterhin offen gegen die NSDAP äußerte, wurde er auch bei der Staatsanwaltschaft angezeigt. Sein Fall gelangte vor das Sondergericht in Köln, das wegen Volksverhetzung gegen ihn ermittelte. Seiner Verhaftung durch die Geheime Staatspolizei entzog sich Knichel durch die Flucht nach St. Vith in den belgischen Ardennen. Das Trierer Generalvikariat riet ihm, das Sondergerichtsverfahren abzuwarten, doch Knichel bat um eine Empfehlung an den Bischof von Lüttich zwecks Verwendung in der Diözese Lüttich. Obwohl der Bischof von Lüttich seinen Trierer Amtsbruder darum bat, Knichel eine Lütticher Pfarrei anvertrauen zu dürfen, gab dieser seine Eifelpfarrei in Stadtkyll vorerst noch nicht auf, sondern engagierte auf eigene Kosten einen Pfarrverwalter. Als auch Gnadengesuche der Stadtkyller Pfarrkinder in Köln nichts erreichten, stimmte Trier im August einer Tätigkeit Knichels in der Diözese Lüttich zu. Knichel wurde Pfarradministrator von Ligneuville bei Malmedy. Am 2. September 1933 erließ das Landgericht Köln Haftbefehl wegen Verunglimpfung des staatlichen Judenboykotts von der Kanzel, wegen der Äußerung, dass die Juden in Deutschland misshandelt würden, SS und SA Militärverbände seien, die deutsche Jugend zum Völkermord erzogen würde und die Nazis den Reichstag in Brand gesteckt hätten, ferner wegen Beleidigung des Führers und des Reichspräsidenten (§ 130a, 188, 200 StGB, § 3 Heimtückegesetz, § 74 StGB). Am 7. Juni 1938 wurde das Verfahren gegen Knichel auf Grund § 2 des Gesetzes über die Gewährung von Straffreiheit vom 30. April 1938 eingestellt. Da er sich auch in dem stark von dem Rechtsextremisten Léon Degrelle beeinflussten Ostbelgien politisch äußerte, musste Knichel, als die Wehrmacht am 10. Mai 1940 in Belgien einmarschierte (Westfeldzug), erneut fliehen. Ein Verhaftungskommando traf ihn zuhause nicht an. Er tauchte anscheinend zunächst in der Diözese Lüttich unter, setzte sich dann aber ins unbesetzte Frankreich ab. Von Franzosen verraten, wurde Knichel am 24. Juli 1943 mit dem Bischof Gabriel Piguet von Clermont-Ferrand und weiteren 24 Geistlichen von der Gestapo in Paris verhaftet. Er wurde vor Gericht gestellt und zum Tode verurteilt.

### Gefangenschaft
Seit dem 7. August 1943 saß Knichel im Aachener Gefängnis Adalbertsteinweg 92 in „Schutzhaft“, wo er schwer misshandelt wurde. Bei einem großen Fliegerangriff wurde das Gefängnis stark zerstört. Dabei kamen viele Häftlinge ums Leben, und auch die Akten verbrannten. Knichel kam mit dem Leben davon und wurde am 27. Mai 1944 ins KZ Dachau verlegt, wo er am 5. Juni mit der Häftlingsnummer 69.815 in Block 26/3, dem sogenannten Pfarrerblock, eintraf. Von hier wie auch aus Aachen gelangten Briefe und Kassiber an seine Familie, in denen Knichel seine Situation schilderte. Nach der Befreiung durch die Amerikaner am 29. April 1945 wurden Knichel und seine Leidensgenossen am 26. Mai (aus der Quarantäne) entlassen.

### Nachkriegszeit
Knichel kehrte am 1. Juni 1945 nach Ligneuville zurück. Am 30. Mai 1949 wandte er sich als „ein wie es scheint, vergessener Sohn der Diözese Trier“ an den Bischof seiner Heimatdiözese, Franz Rudolf Bornewasser. Der Generalvikar Heinrich von Meurerss entschuldigte sich am 22. Juni 1949 mit der verdeckten Aktenführung der Nazizeit und bat ihn um Rückkehr auf eine Trierer Pfarrei. Erst am 15. September 1950 entschloss sich Knichel zur Übernahme der Pfarrei Bergweiler bei Wittlich. Schwer erkrankt trat er am 1. Oktober 1954 in den Ruhestand. Nach kurzfristigem Dienst als Hausgeistlicher im Altenheim Bad Salzig, dem Klösterchen, zog er sich zu seiner Familie nach Wallhausen (bei Bad Kreuznach) zurück, wo er am 14. Oktober 1955 starb. Er liegt auf dem dortigen Friedhof begraben.
Die Gemeinde Wallhausen hat ihm auf einer „Gedenktafel für die Opfer des Nationalsozialismus“ ein ehrendes Andenken bewahrt.